# Torsiac

Torsiac este o comună în departamentul Haute-Loire, Franța. În 2009 avea o populație de 72 de locuitori.